# Schmidtea lugubris
Schmidtea lugubris és una espècie de triclàdide dugèsid que habita en llacs, rierols i estanys d'Europa.

## Descripció
Els espècimens de S. lugubris poden arribar a mesurar fins a 20 mm de longitud tot i que acostumen a ser més petits. El cap té una forma una mica apuntada i presenta dos ulls força junts i propers al marge anterior.

## Alimentació
S. lugubris és una espècie depredadora que ataca altres espècies de planàries i que practica el canibalisme.

## Reproducció
La reproducció de S. lugubris és exclusivament sexual. Pon ous (o cocoons) esfèrics amb peduncle que enganxa a pedres i altres superfícies.